# Harry Wörz
Harry Wörz (* 3. Mai 1966 in Birkenfeld) wurde in der Öffentlichkeit als Justizopfer bekannt. Ein Gericht sprach ihn im Januar 1998 des versuchten Totschlags an seiner damaligen Ehefrau schuldig. Wörz saß von Ende April 1997 bis zu seiner vorläufigen Haftentlassung im November 2001 viereinhalb Jahre im Gefängnis. Ein Wiederaufnahmeverfahren endete im Dezember 2010 mit Freispruch. Der Fall erregte bundesweit Aufsehen. Die weiteren Hauptverdächtigen, ein Beamter des ermittelnden Polizeireviers und der Vater der Geschädigten, wurden nie juristisch belangt.

## Biografie
Nach dem Besuch der Grund- und Hauptschule absolvierte Harry Wörz eine Ausbildung zum Gas- und Wasserinstallateur. Später holte er die Mittlere Reife nach und machte eine Umschulung zum Technischen Zeichner. Im September 1994 heiratete er eine Polizistin, im März 1995 wurde ein gemeinsamer Sohn geboren. Ein Jahr nach der Geburt zog die Frau aus der gemeinsamen Wohnung aus und begann ein Verhältnis mit einem verheirateten Kollegen. Harry Wörz lebt seit 2001 in einer Beziehung zu einer anderen Frau, mit der er eine Tochter hat.

## Strafverfahren

### Verhaftung
Am 29. April 1997 verhaftete die Polizei Wörz in seinem Wohnort Gräfenhausen. Seine wieder bei ihren Eltern in Birkenfeld wohnende Ex-Frau war in den frühen Morgenstunden mit einem Schal stranguliert worden. Ihr Vater, ein Polizeibeamter, schlief zu diesem Zeitpunkt in der Einliegerwohnung des Hauses und fand seine Tochter nach zwei Uhr nachts bewusstlos auf. Durch Erste-Hilfe-Maßnahmen belebte er seine Tochter wieder. Diese ist seither, bedingt durch schwere Hirnschäden infolge Sauerstoffmangels, ein Pflegefall und kann keine Aussagen über den Täter machen. Die Ermittlungen der Pforzheimer Polizei richteten sich anfänglich neben Wörz auf den Geliebten des Opfers, ebenfalls ein Polizeibeamter. Dessen Ehefrau gab ihm jedoch ein Alibi, woraufhin dieser Ermittlungsansatz nicht weiter verfolgt wurde.

### Urteile
Am 16. Januar 1998 verurteilte das Landgericht Karlsruhe Harry Wörz wegen versuchten Totschlags zu elf Jahren Gefängnis. Dagegen legte er Revision ein, die der Bundesgerichtshof im August 1998 verwarf. Das Urteil des Landgerichts Karlsruhe war damit rechtskräftig.

## Zivilprozess
Die Eltern des Opfers verklagten Wörz im Oktober 1999 vor dem Landgericht Karlsruhe auf 300.000 DM (inflationsbereinigt heute ca. 245.000 Euro) Schmerzensgeld und Schadenersatz für ihre dauerhaft auf Pflege angewiesene Tochter. Am 6. April 2001 wurde die Klage mit der Begründung abgewiesen, es bestünden erhebliche Zweifel an der Schuld des Beklagten. Das Landgericht fügte der ausführlichen Beweiswürdigung in seinem Urteil einige kritische Anmerkungen zu den Ermittlungen der Pforzheimer Polizei hinzu.
Für dieses Zivilverfahren hatte sich Wörz am 28. März 2000 einem Lügendetektortest beim Experten Udo Undeutsch unterzogen. Dessen Gutachten kam zum Ergebnis, Wörz sage die Wahrheit. Für das Urteil hatte der Test aber keine Bedeutung.

## Wiederaufnahmeverfahren
Im Oktober 2001 stellte Wörz beim Landgericht Mannheim einen Antrag auf Wiederaufnahme des Verfahrens. Dieser wurde abgelehnt, wogegen er Beschwerde einlegte. Am 30. November 2001 ordnete das Oberlandesgericht Karlsruhe die Prüfung des Falls und Wörz' vorläufige Entlassung aus der Haft an. Im März 2004 lehnte das Landgericht Mannheim ein Wiederaufnahmeverfahren erneut ab. Auch dagegen legte Wörz vor dem Oberlandesgericht Karlsruhe Beschwerde ein. Dieses verfügte nunmehr die Wiederaufnahme des Verfahrens. Der neue Prozess begann am 30. Mai 2005. Nach 19 Verhandlungstagen wurde Wörz am 6. Oktober 2005 „aus Mangel an Beweisen“ freigesprochen.
Im Oktober 2006 hob der Bundesgerichtshof unter dem Vorsitzenden Richter Armin Nack den Freispruch auf. Daraufhin begann am 22. April 2009 ein weiteres Verfahren vor dem Landgericht Mannheim, das am 22. Oktober 2009 wiederum mit Freispruch endete. Die Kammer hielt es für wahrscheinlich, dass der damalige Geliebte der Frau der Täter sei. Bei der Urteilsfindung spielten gravierende Ermittlungsfehler von Polizei und Staatsanwaltschaft eine Rolle, die im Ergebnis zu der Verurteilung im ersten Verfahren geführt hatten. Das Urteil wurde zunächst nicht rechtskräftig, da der anwaltliche Vertreter der Nebenklage und die Staatsanwaltschaft Revision einlegten. Diese wurde vom Bundesgerichtshof in Karlsruhe am 15. Dezember 2010 verworfen, womit Wörz rechtskräftig freigesprochen ist. Am 14. Januar 2013 stellte die Staatsanwaltschaft Karlsruhe sämtliche Ermittlungen ein. Für einen anderen Täter gebe es keinen Anfangsverdacht, teilte die Behörde mit.

### Entschädigung
2012 erhielt Harry Wörz zwei Vorschüsse: den einen auf die Haftentschädigung in Höhe von 41.900 Euro (25 Euro pro Hafttag), den anderen auf den Ausgleich des materiellen Schadens. 2014 sprach ihm die Generalstaatsanwaltschaft wegen strafverfolgungsbedingter Erwerbsunfähigkeit eine zeitlich befristete monatliche Zahlung zu.
Am 25. Juli 2014 wurde bekannt, dass Wörz das Land Baden-Württemberg auf weitere Entschädigungszahlungen verklagt hatte. Er forderte 86.000 Euro Verdienstausfall und 26.000 Euro Schadensersatz für die Kosten seiner Anwälte und die Möbel aus seiner Wohnung, die aufgelöst worden war, während er in Haft saß.
Ende 2016 einigte Wörz sich schließlich mit dem Land Baden-Württemberg auf eine Entschädigungssumme von 450.000 Euro.

## Der Fall in den Medien
Die Verfahren gegen Harry Wörz fanden ein großes mediales Echo. So bezeichnete Gisela Friedrichsen auf Spiegel Online das Verfahren als einen der „ungewöhnlichsten Prozesse der deutschen Rechtsgeschichte“ und begleitete den Fall mit weiteren Berichten. Auch das ZDF, der SWR sowie zahlreiche (auch überregionale) Zeitungen berichteten über die Prozesse gegen Wörz.
Gunther Scholz drehte drei Dokumentarfilme (2001, 2006 und 2010) über den Fall. Im Juli 2013 begannen die Produktionsfirma teamWorx und der SWR mit Dreharbeiten für den Fernsehfilm Unter Anklage: Der Fall Harry Wörz, der die Ereignisse widerspiegelt und (erstmals) am 29. Januar 2014 im Ersten gezeigt wurde.